# Чантальський хребет
Чантальський хребет (рос. Чантальский хребет) — гірський хребет у Північно-Східному Сибіру. Розташований в межах Чукотського автономного округу Російської Федерації, у безлюдній місцевості.

## Географія
Чантальський хребет розташований в центральній частині Чукотського нагір'я, яке входить до Східносибірського нагір'я. Цей гірський хребет простягається із заходу/північного заходу на схід/північний схід приблизно на 100 км. На заході він обмежений долиною річки Чантальвегиргин, за якою підіймається хребет Еткіап, на півночі межує з Паляваамським хребтом, а на півдні — з хребтом Екітик. Найвищою вершиною хребта є гора Ісходная висотою 1887 м (за іншими даними — 1883 м). Ця гора є найвищою вершиною всього Чукотського нагір'я. Основу Чантальського хребта складають пісковики та сланці.